# Bêta-Amyrine synthase
La β-amyrine synthase est une isomérase qui catalyse la réaction :
(3S)-2,3-époxy-2,3-dihydrosqualène  {\displaystyle \rightleftharpoons }   β-amyrine.
Cette enzyme est une oxydosqualène cyclase qui intervient dans la biosynthèse des stéroïdes,. Elle est monofonctionnelle chez certains organismes,,,,,,, mais polyfonctionnelle chez d'autres, pouvant catalyser la formation d'α-amyrine ou de lupéol.

(3S)-2,3-Époxy-2,3-dihydrosqualène.
β-Amyrine.